# Liste der Denkmäler, Brunnen und Skulpturen in Schwerin
In der Liste der Denkmäler, Brunnen und Skulpturen in Schwerin ist eine Auswahl an vorhandenen und ehemaligen Objekten der mecklenburg-vorpommerschen Landeshauptstadt Schwerin aufgeführt. Nicht zum Inhalt dieser Auflistung gehören Gebäude, die sich auf der Baudenkmalliste der Stadt befinden.

## Denkmäler

### Personendenkmäler
| Person / Ereignis / Motiv                                              | Bild                                     | Standort | Art                                                             | Künstler                                                           | Errichtung / Einweihung               | Weitere Informationen |
| ---------------------------------------------------------------------- | ---------------------------------------- | --- | --------------------------------------------------------------- | ------------------------------------------------------------------ | ------------------------------------- | --- |
| Großherzog Paul Friedrich                                              |                                          | Altstadt, Staatliches Museum                                                                                        | Bronzestandbild                                                 | Christian Daniel Rauch                                             | 23. Feb. 1849                         | stand ursprünglich vor der Treppe des Staatlichen Museums Schwerin, seit 1935 am Schloss, im Juli 2011 Rückversetzung |
| Herzog Heinrich V.                                                     |                                          | Altstadt, Schloss, Fassade Innenhof                                                                                 | Standbild                                                       | Gustav Willgohs                                                    | 1854                                  | erhalten |
| Herzog Johann Albrecht I.                                              |                                          | Altstadt, Schloss, Fassade Innenhof                                                                                 | Standbild                                                       | Gustav Willgohs                                                    | 1854                                  | erhalten |
| Herzog Adolf Friedrich I.                                              |                                          | Altstadt, Schloss, Fassade Innenhof                                                                                 | Standbild                                                       | Gustav Willgohs                                                    | 1854                                  | erhalten |
| Obotritenfürst Niklot                                                  |                                          | Altstadt, Schloss, Frontfassade 53° 37′ 29″ N, 11° 25′ 7″ O                                                         | Reiterstandbild                                                 | Christian Genschow                                                 | 1855                                  | erhalten |
| Graf Gunzelin                                                          |                                          | Altstadt, Schloss, Fassade 53° 37′ 29″ N, 11° 25′ 7″ O                                                              | Standbild                                                       | Gustav Willgohs                                                    | 1856                                  | erhalten |
| Graf Heinrich I.                                                       |                                          | Altstadt, Schloss, Fassade 53° 37′ 29″ N, 11° 25′ 7″ O                                                              | Standbild                                                       | Gustav Willgohs                                                    | 1856                                  | erhalten |
| Herzog Albrecht II.                                                    |                                          | Altstadt, Schloss, Fassade 53° 37′ 29″ N, 11° 25′ 7″ O                                                              | Standbild                                                       | Christian Genschow                                                 | 1856                                  | erhalten |
| Herzog Magnus II.                                                      |                                          | Altstadt, Schloss, Fassade 53° 37′ 29″ N, 11° 25′ 7″ O                                                              | Standbild                                                       | Christian Genschow                                                 | 1856                                  | erhalten |
| Georg Adolph Demmler-Kapelle                                           |                                          | Weststadt, Alter Friedhof 53° 37′ 19″ N, 11° 23′ 57″ O                                                              | Grabkapelle mit Relief                                          | Georg Adolf Demmler, Reliefs von Ludwig Brunow                     | 1863, Relief 1886                     | In der Grabkapelle sind Demmlers Frau Henriette († 1862) und Demmler selbst beigesetzt. Natursteinbau, geschmückt mit freimaurerischen Emblemen, umsäumt mit 12 klassizierenden Schalen, Marmorreliefs, Kapelle zum 120. Todestag Demmlers im Jahr 2006 aufwändig restauriert |
| Carl Friedrich Flemming                                                |                                          | Lewenberg, Friedhof auf dem Sachsenberg                                                                             | Denkmal mit Bronzerelief                                        | Gustav Willgohs                                                    | 10. Juni 1882                         | erhalten; im Park Sachsenberg befinden sich außerdem Grabstätten Caroline Flemmings, des Dichters Rudolf Tarnow und des Opernsängers Karl Hill |
| Friedrich Wilhelm Kücken                                               |                                          | Schelfstadt, Kückenstiftung am Pfaffenteich 53° 37′ 51″ N, 11° 24′ 48″ O                                            | Denkmal mit Marmorbüste                                         | Ludwig Brunow                                                      | 27. Juli 1885                         | erhalten, an den Seiten des Sockels 2 Reliefs (Dichtkunst und Tonkunst) |
| Großherzog Friedrich Franz II.                                         |                                          | Altstadt, Schlossgarten 53° 37′ 21″ N, 11° 25′ 1″ O                                                                 | Reiterstandbild                                                 | Ludwig Brunow                                                      | 24. Aug. 1893                         | → Hauptartikel : Reiterdenkmal Friedrich Franz II. |
| Heinrich Schliemann                                                    |                                          | Schelfstadt, Ostufer Pfaffenteich 53° 37′ 58″ N, 11° 24′ 50″ O                                                      | Denkmal mit Bronzebüste                                         | Hugo Berwald                                                       | 22. Aug. 1895                         | in der Nacht vom 28./29. August 2011 gestohlen und zerstückelt, von Bernd Streiter gefertigter Nachguss am 9. Mai 2012 eingeweiht |
| Heinrich von Stephan                                                   |                                          | Altstadt, Mecklenburgstraße, vor dem Postgebäude 53° 37′ 49″ N, 11° 24′ 45″ O                                       | Denkmal mit Marmorrelief                                        | Wilhelm Wandschneider                                              | 17. Dez. 1898                         | 1998 umgesetzt, ursprünglich am Nordufer des Pfaffenteiches, Relief nach Zerstörung erneuert |
| Rudervereinsdenkmal mit Büste von Großherzog Friedrich Franz III.      |                                          | Werdervorstadt, Marstallhalbinsel                                                                                   | Sandsteinbank mit Bronzebüste                                   | Max Buchholz (Sandsteinbank), Hugo Berwald (Büste)                 | 24. Mai 1898                          | 1948 abgerissen, Sandsteinbank mit Bronzebüste des Großherzogs |
| Friedrich Wilhelm zu Mecklenburg                                       |                                          | Mueß, vor Reppiner Burg 53° 36′ 17″ N, 11° 29′ 9″ O                                                                 | Gedenkstein                                                     |                                                                    | 1899                                  | erhalten |
| Otto von Bismarck                                                      |                                          | Altstadt, Markt (bis 1939)                                                                                          | Bronzestandbild                                                 | Wilhelm Wandschneider                                              | 1. Apr. 1901                          | nicht erhalten 1939 bis ca. 1950 neuer Standort Bismarckplatz (heute: Platz der Jugend) |
| Großherzogin Auguste                                                   |                                          | Altstadt, Schlossinsel, Burggarten                                                                                  | Gedenkstein mit Bronzerelief                                    | Wilhelm Wandschneider                                              | 9. Juni 1905                          | erhalten |
| Großherzogin Alexandrine                                               |                                          | Ostorf, Grünhausgarten 53° 37′ 9″ N, 11° 25′ 7″ O                                                                   | Marmorstandbild                                                 | Hugo Berwald                                                       | 25. Aug. 1907                         | erhalten |
| Johann Basedow                                                         |                                          | Lewenberg, Klinikum Lewenberg                                                                                       | Denkmal mit Bronzebüste                                         | Hugo Berwald                                                       | 1908                                  | erhalten, ehemals am Klinikum Lewenberg |
| Carl von Monroy                                                        |                                          | Friedrichsthal, Schlosspark, unweit des Sportplatzes Heimweg                                                        | Gedenkstein                                                     |                                                                    | 6. Feb. 1916                          | erhalten, Monroy starb 1915 in einem Feldlazarett in Noyon (Frankreich), Grab in Nampcel, Stein in Friedrichsthal wurde ein Jahr nach seinem Tod aufgestellt |
| Henning von Stenglin (Oberforstmeister)                                |                                          | Schelfwerder, Werderholz                                                                                            | Gedenkstein                                                     |                                                                    | 1922                                  | nach dem Zweiten Weltkrieg von Soldaten umgestoßen, danach zugewachsen, wieder aufgestellt am 18. August 2009 |
| Georg Adolph Demmler                                                   |                                          | Lewenberg, Wismarsche Straße (Demmlerhof) 53° 38′ 43″ N, 11° 24′ 32″ O                                              | Denkmal mit Keramikbüste                                        |                                                                    | ≈ 1928                                | Künstler bisher unbekannt, evtl. Zuschreibung an Maximilian Preibisch |
| Wilhelm Gustloff                                                       |                                          | | Gedenkstein                                                     |                                                                    | 1936                                  | zerstört |
| Marianne Grunthal                                                      |                                          | Paulsstadt, Grunthalplatz 53° 38′ 3″ N, 11° 24′ 32″ O                                                               | Gedenktafel                                                     |                                                                    | 1948 (1. Tafel), 1995 (heutige Tafel) | „Gott sei Dank, dann gibt es Frieden. Für diese Worte wurde die Lehrerin Marianne Grunthal, die aus Zehdenick/Havel evakuiert war, am 2. Mai 1945 von SS-Leuten auf diesem Platz gehenkt“                                                                                     |
| Fritz Reuter                                                           |                                          | Altstadt, Schusterstraße 12                                                                                         | Gedenktafel                                                     |                                                                    | 1954                                  | erhalten |
| Marianne Grunthal                                                      |                                          | Paulsstadt, südlich des Bahnhofsgebäudes                                                                            | Gedenkstein                                                     |                                                                    | 1956                                  | „Sie wollte den Frieden. Marianne Grunthal. Lehrerin. * Zehdenick 31. Januar 1896. † Schwerin 2. Mai 1945“ |
| Conrad Ekhof                                                           |                                          | Altstadt, Ekhofplatz 53° 37′ 37″ N, 11° 25′ 4″ O                                                                    | Bronzebüste                                                     | Hans Kies                                                          | 1961                                  | erhalten |
| Wilhelm Pieck                                                          | Wilhelm Pieck, erster Präsident der DDR  | Lankow, Ratzeburger Str. 32A (ehemalige Wilhelm Pieck-Oberschule, Schulhof)                                         | Gedenkstein mit Bronzerelief                                    | Gerhard Thieme                                                     | 3. Jan. 1976                          | erhalten |
| Lenin                                                                  |                                          | Mueßer Holz, Hamburger Allee 53° 35′ 42″ N, 11° 27′ 22″ O                                                           | Standbild                                                       | Jaak Soans, Bildhauer                                              | 1985                                  | westlichste erhaltene Lenin-Statue in Europa, nach Diskussionen über Erhalt des Denkmals 2007 mit Erklärungstafel ausgestattet |
| Edmund Lorenz                                                          |                                          | Altstadt, Großer Moor                                                                                               | Gedenktafel                                                     |                                                                    | 1998                                  | erhalten |
| Friedrich von Flotow                                                   |                                          | Schelfstadt, Kirchenstraße                                                                                          | Gedenktafel                                                     |                                                                    | 2003                                  | erhalten |
| Richard Wagner                                                         |                                          | Altstadt, Ecke Mecklenburgstraße/Arsenalstraße                                                                      | Gedenktafel                                                     |                                                                    | 2003                                  | erhalten |
| Adolf Langfeld                                                         |                                          | Paulsstadt, Alexandrinenstraße 8                                                                                    | Gedenktafel                                                     |                                                                    | Aug. 2004                             | erhalten |
| Friedrich Paschen                                                      |                                          | Schelfstadt, August-Bebel-Straße 10                                                                                 | Gedenktafel                                                     |                                                                    | 20. Nov. 2004                         | erhalten |
| Hanne-Lore Kuhse                                                       |                                          | Altstadt, Großer Moor                                                                                               | Gedenktafel                                                     |                                                                    | 2005                                  | erhalten |
| Stolpersteine für Verfolgte des Naziregimes, 94 Stk. (Stand Ende 2024) |                                          | gesamtes Stadtgebiet, vor Wohnhäusern                                                                               | Gedenkstein 10×10 cm mit gravierter Messingplatte, einbetoniert | Ideengeber: Gunter Demnig, Projektgruppe Stolpersteine in Schwerin | seit 2006                             | → Hauptartikel : Liste der Stolpersteine in Schwerin |
| Bertha Klingberg                                                       |                                          | Ostorf, Bertha-Klingberg-Platz, Burgseeufer                                                                         | Gedenktafel                                                     |                                                                    | 2009                                  | erhalten |
| Bertha Klingberg                                                       | Bertha-Klingberg-Skulptur am Burgseeufer | Ostorf, Bertha-Klingberg-Platz, Burgseeufer                                                                         | Bronzestatue                                                    | Bernd Streiter                                                     | 2. Juni 2010                          | erhalten |
| August Felten find'nen Groschen                                        |                                          | Altstadt, Marienplatz                                                                                               | Bronzestatue                                                    | Bernd Streiter                                                     | 4. Mai 2013                           | August Felten (1852–1931) war Straßenkehrer und durch seine grobe, humorige Art und Einzelgängermentalitat stadtbekannt. Auf dem Groschen aus der Zeit der Weimarer Republik ist zusätzlich der Spruch Sich regen bringt Segen zu lesen.                                      |
| Georg Alois Schmitt                                                    |                                          | Schelfstadt, Friedrichstraße 22                                                                                     | Gedenktafel                                                     |                                                                    | 2013                                  | erhalten |
| Edgar Bennert und Lucie Höflich                                        |                                          | Altstadt, Kleiner Moor 11                                                                                           | Gedenktafel                                                     |                                                                    | 2015                                  | erhalten |
| Karl Hill                                                              |                                          | Schelfstadt, Münzstraße 15                                                                                          | Gedenktafel                                                     |                                                                    | 2016                                  | erhalten |
| Theodor Klett                                                          |                                          | Ostorf, Schleifmühlenweg                                                                                            | Gedenkstein                                                     |                                                                    | 2017                                  | „Hofgärtner Theodor Klett 1808–1882“ |
| Marga Heiden                                                           |                                          | Lewenberg, Dr.-Hans-Wolf-Straße (Demmlerhof)                                                                        | Gedenktafel                                                     |                                                                    | 2021                                  | erhalten |
| Georg Christian Friedrich Lisch                                        |                                          | Paulsstadt, Wismarsche Straße 157                                                                                   | Gedenktafel                                                     |                                                                    |                                       | erhalten |
| Heinrich Friese                                                        |                                          | Schelfstadt, Kirchenstraße 1                                                                                        | Gedenktafel                                                     |                                                                    |                                       | erhalten |
| Felix Stillfried                                                       |                                          | Schelfstadt, Fischerstraße 6                                                                                        | Gedenktafel                                                     |                                                                    |                                       | erhalten |
| Robert Beltz                                                           |                                          | Weststadt, Lübecker Straße 121                                                                                      | Gedenktafel                                                     |                                                                    |                                       | erhalten |
| Adolf Friedrich von Schack                                             |                                          | Schelfstadt, Lindenstrasse                                                                                          | Gedenktafel                                                     |                                                                    |                                       | erhalten |
| Hermann Willebrand                                                     |                                          | Schelfstadt, Schelfstraße 26                                                                                        | Gedenktafel                                                     |                                                                    |                                       | erhalten |
| Carl Wüstnei                                                           |                                          | Schelfstadt, Mühlenstraße 11                                                                                        | Gedenktafel                                                     |                                                                    |                                       | erhalten |
| Nils Stensen                                                           |                                          | Altstadt, an der Propsteikirche St. Anna                                                                            | Bronzerelief                                                    |                                                                    |                                       | erhalten |
| Elise Fincke                                                           |                                          | Altstadt, Mecklenburgisches Staatstheater                                                                           | Gedenktafel                                                     |                                                                    |                                       | erhalten |
| Thomas Müntzer                                                         |                                          | Ostorf, Ecke Schloßgartenallee/Paulshöher Weg, vor dem Ministerium für Landwirtschaft, Umwelt und Verbraucherschutz | Büste                                                           | Hans Breker                                                        | 1954                                  | erhalten, Signum: Hans van Breek |
| Werner Seelenbinder                                                    |                                          | Weststadt, Von-Flotow-Straße, Sportgymnasium                                                                        | Denkmal                                                         |                                                                    |                                       | erhalten |
| Karl Marx                                                              |                                          | Weststadt, ehem. Karl-Marx-Schule                                                                                   | Büste                                                           |                                                                    |                                       | um 1991 zerstört |
| A. Starost                                                             |                                          | Schelfstadt, Münzstraße 8                                                                                           | Gedenktafel                                                     |                                                                    |                                       | ? |
| Kurt Bürger                                                            |                                          | Altstadt, Schloßstraße 2/4                                                                                          | Erinnerungstafel mit Relief                                     |                                                                    |                                       | ? |

### Krieger- und Ereignisdenkmäler
| Person / Ereignis / Motiv                                                                                           | Bild                                                                 | Standort                                                              | Art | Künstler                                                          | Errichtung / Einweihung | Weitere Informationen |
| --- | -------------------------------------------------------------------- | --------------------------------------------------------------------- | --- | ----------------------------------------------------------------- | ----------------------- | --- |
| Püsserkrug-Findling (auch: Peststein)                                                                               |                                                                      | Gartenstadt, Ecke Hagenower Straße/Am Püsserkrug                      | Findling |                                                                   | 1620 (Inschrift)        | erhalten, seit mindestens 1901 am Standort (s. a. Info-Tafel) |
| Denkmal für die in den Revolutionskämpfen von 1848/49 gefallenen Militärs                                           |                                                                      | Großer Dreesch, „Monumentenberg“ im Haselholz                         | |                                                                   | 1853                    | zerstört im Zusammenhang mit der Errichtung des Neubaugebietes Großer Dreesch, Baumpflanzung erhalten |
| Denkmal der 1870/71 in Gefangenschaft gestorbenen Franzosen                                                         |                                                                      | Lewenberg, Wismarsche Straße, katholischer Friedhof                   | |                                                                   | 1872                    | erhalten |
| Kriegerdenkmal 1870/71 des Mecklenburgischen Jägerbataillons Nr. 14                                                 |                                                                      | Werdervorstadt, Güstrower Tor                                         | |                                                                   | 2. Dez. 1872            | zerstört |
| Gedenkstein der 1. Kompanie des Meckl. Jägerbataillons Nr. 14                                                       |                                                                      | Schelfwerder, Exzerzierplatz                                          | |                                                                   | 1873                    | zerstört |
| Gedenkstein der 2. Kompanie des Meckl. Jägerbataillons Nr. 14                                                       |                                                                      | Schelfwerder, Exzerzierplatz                                          | |                                                                   | 1873                    | stark beschädigt erhalten |
| Gedenkstein der 3. Kompanie des Meckl. Jägerbataillons Nr. 14                                                       |                                                                      | Schelfwerder, Exzerzierplatz                                          | |                                                                   | 10. Mai 1872            | zerstört |
| Gedenkstein der 4. Kompanie des Meckl. Jägerbataillons Nr. 14                                                       |                                                                      | Schelfwerder, Exzerzierplatz                                          | |                                                                   | 9. Dez. 1872            | zerstört |
| Siegessäule mit bekrönender Figur „Megalopolis“, Kriegerdenkmal 1864, 1866, 1870/71 des Landes Mecklenburg-Schwerin |                                                                      | Altstadt, Alter Garten, vor dem Schloss                               | Säule mit bekrönender Figur | Hermann Willebrand (Architekt der Säule), Gustav Willgohs (Figur) | 2. Dez. 1874            | erhalten |
| Kriegerdenkmal 1914/18 des Meckl. Jägerbataillons Nr. 14                                                            |                                                                      | Werdervorstadt, Schelffriedhof                                        | Denkmal mit Bronzefigur eines knienden Kriegers, dessen Hände ein neben den rechten Fuß gestelltes Schwert umfassen                                                | Ernst Müller-Braunschweig, Bildhauer                              | 1. Juni 1921            | nach 1945 zerstört, Frontplatte erhalten |
| Kriegerdenkmal 1914/18 des Dorfes Lankow                                                                            | Denkmal für die Gefallenen der Weltkrieges                           | Lankow, Gadebuscher Straße gegenüber der alten Lankower Dorfschule    | Gedenkstein mit Namen der Gefallenen |                                                                   | 12. Sep. 1921           | Ersatzloser Abriss für eine Straßenverbreiterung im Zuges des Neubauprogrammes für den Stadtteil Lankow |
| Kriegerdenkmal 1914/18 des Mecklenburgischen Grenadierregiments Nr. 89                                              |                                                                      | Schlossgarten                                                         | Denkmal mit Bronzestandbild eines heimkehrenden Grenadiers | Wilhelm Wandschneider                                             | 6. Mai 1923             | 1948 abgerissen, später eingeschmolzen; Figur in Verkleinerungen (21 cm + Sockel) bekannt |
| Kriegerdenkmal 1914/18 des Mecklenburgischen Feldartillerie-Regiments Nr. 60                                        |                                                                      | Schlossgarten, Nähe des ehemaligen Schweizerhauses                    | Denkmal mit symbolischer Bronzefigur „Kriemhild“ (auch Heilige Barbara)                                                                                            | Wilhelm Wandschneider                                             | 27. Mai 1923            | nach 1945 zerstört |
| Kriegerdenkmal 1914/18 des Mecklenburgischen Landwehr-Infanterie-Regiments Nr. 76                                   |                                                                      | Schlossgarten (Reiferbahn?)                                           | Denkmal mit Granitfigur „Siegfried, sich den (abgebrochenen) Speer aus dem Rücken ziehend“                                                                         | Wilhelm Wandschneider                                             | 26. Aug. 1923           | thematisierte die Dolchstoßlegende, was 1923 zu Protesten der SPD führte, nach Kriegsende Inschrift teilweise entfernt, 1949 abgerissen |
| Kriegerdenkmal 1914/18 (1939/45) des Ruderclubs Obotrit                                                             | Gedenkstein für die Gefallenen der Weltkriege des Ruderclubs Obotrit | Ostorf, Schlossgarten, nahe Ruderhaus (seit 1999)                     | Gedenkstein mit Metallplatte | Bachmann (Stadtgärtner, Entwurf)                                  | 19. Aug. 1928           | ursprünglicher Standort: Marstallhalbinsel, Neuaufstellung und Weihe am jetzigen Standort: 19. Juni 1999, dabei fehlende Metallplatte erneuert |
| Ehrenmal der alten Kämpfer (NSDAP)                                                                                  |                                                                      | am Schweriner See, nahe der Waldschule                                | offene Halle aus Bruchsteinmauerwerk | Max Leusch, Architekt Adolf Abel, Bildhauer                       | 29./30. Mai 1937        | Ehrenmal mit liegender Figur eines von einer Fahne bedeckten toten SA-Märtyrers, 1947 zerstört in der Sichtachse vor der Halle ein am 14. Oktober 1936 geweihter 4,50 m hoher Wilhelm-Gustloff-Gedenkstein (unter diesem die Urne Gustoffs beigesetzt), Findling 1947 gesprengt |
| Trauernder Soldat                                                                                                   |                                                                      | Weststadt, Alter Friedhof, Soldatenfriedhof 1914/18                   | Bronzestandbild | Wilhelm Wandschneider                                             | 6. Juni 1937            | erhalten |
| Jüdischer Friedhof                                                                                                  |                                                                      | Werdervorstadt, Straße am Heidensee                                   | Gedenkstein |                                                                   | 1948                    | „Zur Erinnerung an den Jüdischen Friedhof, der dem Terror zum Opfer fiel. Errichtet im Oktober 1948“ |
| Todesmarsch der KZ-Häftlinge von April/Mai 1945                                                                     |                                                                      | Zippendorf, Westufer des Faulen Sees                                  | Gedenkstein |                                                                   | 1950                    | „Zum Gedenken an den Todesmarsch vom KZ Sachsenhausen bis Schwerin befreit durch die Sowjetarmee Anfang Mai 1945“, erhalten |
| Gedenktafel für ehemalige Synagoge                                                                                  |                                                                      | Altstadt, Landesrabbiner-Holdheim-Straße (ehemals Schlachterstraße) 7 | Gedenktafel |                                                                   | 1951                    | Am 9. Dezember 2008 wurde die auf den alten Fundamenten stehende neue Synagoge eingeweiht. „Hier stand die Schweriner Synagoge seit 1819. In der Kristallnacht am 9. November 1938 wurde sie zerstört. Errichtet von der Jüdischen Landesgemeinde 1951“.                        |
| Denkmal für die Opfer des Kriegsgefangenenlagers Stalag II (Stern Buchholz)                                         |                                                                      | Großer Dreesch, Am Grünen Tal                                         | Gedenkstein |                                                                   | 1961                    | |
| Gedenkstätte verdienter Kämpfer für Demokratie und Sozialismus                                                      |                                                                      | Weststadt, Alter Friedhof                                             | Inschriftenwand mit Relief | Hans Kies                                                         | 1965                    | ca. 2005 abgebaut, Relief eingelagert |
| Grundsteinlegung Stadtteil Großer Dreesch                                                                           |                                                                      | Großer Dreesch, Ecke Andrej-Sacharow-Straße/Bertha-von-Suttner-Straße | Grundstein |                                                                   | 11. Nov. 1971           | erhalten |
| Denkmal für die Opfer des Kriegsgefangenenlagers Stalag II (Stern Buchholz)                                         |                                                                      | Großer Dreesch, Am Grünen Tal                                         | Stelen | Wieland Schmiedel                                                 | 1978                    | erhalten |
| Kämpfer der Roten Armee                                                                                             |                                                                      | Paulsstadt, Platz der OdF                                             | Bronzeplastik | Gerhard Thieme                                                    | 1978                    | |
| Kriegsgefangene des Stalag II E                                                                                     |                                                                      | Großer Dreesch, Am Grünen Tal                                         | Torsiwand und Bronzefigur | Wieland Schmiedel                                                 | 1982                    | erhalten |
| Runder Tisch |                                                                      | Altstadt, Großer Moor / Ecke Puschkinstraße                           | Skulptur aus Stahl und Feldsteinen | Guillermo Steinbrücken                                            | 1990                    | Zeichen der Selbstbestimmung und -befreiung der Bürger der ehemaligen DDR, Standort: Markt |
| Oktoberdemonstration 1989                                                                                           |                                                                      | Paulsstadt, Alexandrinnen Straße, Arsenal-Innenministerium MV         | Gedenktafel mit Foto der Montagsdemonstration gegen die Diktatur in der DDR im Oktober 1989, mit freigelassenen Putzquader mit Rußspuren der Demokerzen am Arsenal | Anregung durch Bürgerrechtler Neues Forum                         | 1993                    | Zeichen der Selbstbestimmung und -befreiung der Bürger der ehemaligen DDR, Standort: Arsenal |
| Denkmal für die Opfer von Euthanasie und Zwangssterilisation während der NS-Zeit                                    |                                                                      | Lewenberg, Sachsenberg, Flemming-Klinik                               | Keramikstelen | Dörte Michaelis                                                   | 2008                    | |
| Gedenkstein für die Opfer des Flugzeugabsturzes vom 12. Dez. 1986                                                   | Gedenkstein für Flugzeugabsturzopfer von 1986                        | Gartenstadt, Waldfriedhof, Große Wiese                                | Großer Feldstein mit Gedenktext |                                                                   | 2012                    | Schwerstes Flugzeugunglück der deutschen Geschichte 1986 bei Berlin, 72 Todesopfer, darunter 20 Schweriner Schüler der 10a und eine Lehrerin der Ernst-Schneller-Oberschule, sowie zwei Begleiter. (s. a. Info-Tafel)                                                           |
| Gedenktafel der Friedlichen Revolution in Schwerin 1989                                                             |                                                                      | Altstadt, Alter Garten, Ecke Schloßstraße                             | Gedenktafel mit Fotos der Montagsdemonstration gegen die Diktatur in der DDR im Oktober 1989                                                                       | Anregung durch Stadtvertretung Schwerin                           | 2023                    | Zeichen der Selbstbestimmung und -befreiung der Bürger der ehemaligen DDR, Erinnerungsfotos Demonstration 23. Okt. 1989, Demokerzen vor dem Arsenal, Demonstration 1989 auf dem Alten Garten                                                                                    |
| Gedenktafel für die Opfer des Kapp-Putsches                                                                         |                                                                      | Altstadt, Mecklenburgstraße 4–6                                       | |                                                                   |                         | erhalten |
| sowjetischer Ehrenfriedhof                                                                                          |                                                                      | Paulsstadt, Platz der OdF                                             | Friedhof |                                                                   |                         | erhalten |
| Jüdische Opfer der Shoa aus Schwerin                                                                                |                                                                      | Werdervorstadt, Straße am Heidensee, im Innern der Feierhalle         | Gedenktafeln für die ermordeten Juden Schwerins |                                                                   |                         | „In ehrendem Gedenken an die Angehörigen der Jüdischen Gemeinde, die dem faschistischen Terror zum Opfer fielen“ |
| Todesmarsch der KZ-Häftlinge von April/Mai 1945                                                                     |                                                                      | Großer Dreesch, Grünes Tal, B 321, Höhe Abzweigung Hamburger Allee    | Findling |                                                                   |                         | |
| Todesmarsch der KZ-Häftlinge von April/Mai 1945                                                                     |                                                                      | Zippendorf, Nähe Große Eiche                                          | Findling |                                                                   |                         | erhalten |
| „Archäologie anno 3000“                                                                                             |                                                                      | Weststadt, Alter Friedhof, neben dem Demmler-Grab                     | | Otto Dressler                                                     |                         | Besteht aus drei jeweils 1 m² großen Schlachtfeld-Nachbildungen aus den Jahren 1939 bis 1945 und Mahnkreuzen. Der an einem der Kreuze angebrachte „Cadaver Bag“ ist mit der Beischrift versehen: „Leichen-Sack (Golf-Krieg 1991)“.                                              |
| Nie wieder Krieg Flucht und Vertreibung                                                                             |                                                                      | Neumühle, Am Wasserturm / Ecke Schwalbenstraße                        | Gedenkstein |                                                                   |                         | erhalten |

## Skulpturen
| Person / Ereignis / Motiv | Bild                               | Standort                                                                                             | Art                                              | Künstler                                           | Errichtung / Einweihung | Weitere Informationen |
| --- | ---------------------------------- | --- | ------------------------------------------------ | -------------------------------------------------- | ----------------------- | --- |
| Sandsteinfiguren, 14 Stk. (Frühling, Sommer, Herbst, Winter, Flora, Faun, Ceres, Diana, Merkur, Bacchus, Faunin, Herkules, Apollo, Venus) | Beispiel: Apollo                   | Schlossgarten                                                                                        | Sandsteinfiguren, Standbilder                    | Balthasar Permoser                                 | 1720/1725, 1752         | um 1720/25 für den Park einer Villa in Hamburg gefertigt, seit 1752 im Schlossgarten Schwerin, 1960/63 durch Kopien ersetzt, Originale sollen im Wintergarten der Orangerie ausgestellt werden                                                                                                 |
| Herakles, den kretischen Stier bändigend                                                                                                  |                                    | Schlossinsel, Burggarten                                                                             | bronzierte Zinkgussplastik                       | August Kriesmann, Bildhauer                        | 1853                    | erhalten, Restaurierung 1990 (Guss), 2001 (Farbgebung) |
| Petermännchen |                                    | Schloss, Fassade Innenhof                                                                            | Standbild                                        | Heinrich Petters, Bildhauer                        | ≈ 1855/1856             | |
| Schwebende Viktorien (Friedensengel), 2 Stk.                                                                                              |                                    | Schloss, Orangerie                                                                                   | Standbilder                                      | nach Modellen (1838/40) von Christian Daniel Rauch | Apr. 1862               | Originale aus Zinkguss verloren, Neuguss 2001 |
| Sitzende Kranzwerfende Viktoria |                                    | Schloss                                                                                              |                                                  | nach Modell von Christian Daniel Rauch             | ≈ 1857                  | zerstört, 2023 Neuguss |
| Schäfer und Hund, vom Panther angefallen                                                                                                  |                                    | Schloss                                                                                              | Bronzegruppe                                     | Julius Franz                                       | ≈ 1857                  | Original aus Zinkguss verloren, 1997 Neuguss in Bronze |
| David mit dem Haupte Goliaths |                                    | Schlossinsel, Burggarten                                                                             | Standbild                                        | unbekannt                                          | ≈ 1857, 2009            | Rekonstruktion 2009, Original verschollen, Rekonstruktion durch Jan Hooss |
| Knabe mit Muschelhorn (Allegorie des Wassers)                                                                                             |                                    | Schloss, Burggarten                                                                                  | Skulptur in Marmor                               | Christian Genschow                                 | 1860, 2003              | nach Restaurierung wieder am alten Standort |
| Obotrit, sein Pferd bändigend |                                    | Schlossbrücke, Eingangsportal                                                                        | Skulptur                                         | Christian Genschow                                 | 1873                    | erhalten |
| Obotrit, sein Pferd rüstend |                                    | Schlossbrücke, Eingangsportal                                                                        | Skulptur                                         | Christian Genschow                                 | 1876                    | erhalten |
| Gans |                                    | Ostorf, Paulshöher Weg 1, Innenhof des Ministeriums für Landwirtschaft, Umwelt und Verbraucherschutz | Bronzeplastik                                    | Inge Jäger-Uthoff                                  | 1950er Jahre            | Ausstattungselement des in den Jahren 1953 bis 1955 als Institut für die Ausbildung von Berufsschullehrern errichteten Gebäudes |
| Speerwerfer |                                    | Weststadt, vor Sport- und Kongresshalle                                                              | Aktplastik, Bronze                               | Hans Kies                                          | 1966                    | erhalten |
| Schwimmerin |                                    | Weststadt, vor Sport- und Kongresshalle                                                              | Aktplastik, Bronze                               | Hans Kies                                          | 1966                    | erhalten |
| Schreitender | Schreitender von Wieland Förster   | Krebsförden, Haselholz, an der Feierhalle des Neuen Friedhofes (ehemals)                             | Bronzeplastik                                    | Wieland Förster                                    | ≈ 1970                  | Die Plastik erhielt in Timișoara (Rumänien) Goldmedaille und wurde 1974 auf dem Gelände des Gertrudenfriedhofs in Güstrow aufgestellt. Am 9. Sept. 2023 erfolgte die Wiederaufstellung am ursprünglichen Standort vor der Feierhalle des Schweriner Waldfriedhofes.                            |
| Afrikanerin |                                    | Burgseeufer                                                                                          | Bronzeplastik                                    | Gerhard Geyer                                      | 1972                    | anlässlich der Arbeiterfestspiele im Bezirk Schwerin ursprünglich in der Freiplastikausstellung im Burggarten aufgestellt, während der Bundesgartenschau 2009 auf dem Museumshof des Staatlichen Museums sichergestellt.                                                                       |
| Der Junge mit der Taube |                                    | Schelfstadt, Südostufer Pfaffenteich 53° 37′ 55″ N, 11° 24′ 50″ O                                    | Bronzefigur                                      | August Martin Hoffmann                             | 1972                    | erhalten |
| Jugend und Sport | Jugend und Sport von AMH in Lankow | Lankow                                                                                               | Bronzefigur, Zweitguss                           | August Martin Hoffmann                             | 1972                    | erhalten, wurde 2025 umgesetzt zur Grünfläche an der Straßenbahnlinie 2, Haltestelle Eutiner Straße |
| Kranich und Flamingo |                                    | Zippendorf, Zoo                                                                                      | Tierplastik (Bronze)                             | August Martin Hoffmann                             | 1972                    | Standort ehemals um 1974 in Lankow (?), Signatur AMH 1969/2 |
| Lesender Junge |                                    | Weststadt, Eingang Goethe-Gymnasium                                                                  | Bronzeplastik                                    | Gerhard Thieme                                     | 1972                    | |
| Schirmkinder |                                    | Schelfstadt, Südufer Pfaffenteich                                                                    | Skulptur mit Wasserbetrieb (Bronze)              | Stephan Horota                                     | 1973/80                 | umgesetzt zur Südostecke |
| Wildschwein |                                    | Altstadt, Westufer des Burgsees                                                                      | Spielplastik aus Beton, belegt mit Keramikmosaik | Franz-Ulrich Poppe                                 | 1974                    | Plastik wurde im Zuge der Umgestaltung des Burgsees und dessen Uferpromenade einige Meter nach Süden versetzt; Ohren waren abgebrochen, z. T. fehlende Keramikplättchen bei Restaurierung durch Schöpfer ersetzt; Zweitguss aus Terrazzo in Waren (Müritz)                                     |
| Bauarbeiterplastik |                                    | Mueßer Holz                                                                                          |                                                  | Helmut Hartung                                     | 1975                    | |
| Schildkröte |                                    | Weststadt, Löwenplatz                                                                                | Spielplastik (Beton)                             | Franz-Ulrich Poppe                                 | 1975                    | erhalten |
| Windhunde |                                    | Weststadt, Lessingstraße                                                                             | Skulptur (Bronze)                                | Walther Preik                                      | 1975                    | erhalten |
| Familienskulptur (?) |                                    | Lankow, Dr.-Joseph-Herzfeld-Straße                                                                   | Bronzeplastik                                    | Heinz Beberniß                                     | 1975                    | |
| Rollerkinder |                                    | Weststadt, Eingang Ärztehaus                                                                         | Plastik                                          | Stephan Horota                                     | 1975                    | identische Plastik steht in Berlin-Weißensee (1976) und in Suhl (oberhalb Platz der deutschen Einheit, vor Hotel) |
| Vater mit 2 Kindern |                                    | Weststadt, nahe Sport- und Kongresshalle                                                             | Bronzeplastik                                    | Stephan Horota                                     | 1976                    | erhalten, 2. Exemplar in Berlin |
| Die Bärengruppe |                                    | Großer Dreesch, Dr.-Martin-Luther-King-Straße                                                        | Tierplastik aus Beton                            | August Martin Hoffmann                             | 1976                    | Erstaufstellung 1976 in Wittenberge, in Schwerin danach |
| Vater und Kind |                                    | Weststadt, Spielplatz Johannes-Brahms-Straße                                                         | Sandsteinplastik                                 | Marguerite Blume-Cárdenas                          | 2. März 1977            | erhalten |
| Willkommen in Schwerin |                                    | Großer Dreesch, vor Verlagsgebäude der SVZ                                                           |                                                  |                                                    | 1977                    | |
| ? |                                    | Sacktannen                                                                                           | Bronzeskulptur                                   | August Martin Hoffmann                             | 1978                    | erhalten, signiert mit „AMH 78“, weitere Details nicht bekannt |
| Die Schwimmenden |                                    | Großer Dreesch, Bernhard-Schwentner-Straße                                                           | Bronzeskulptur                                   | August Martin Hoffmann                             | 1979                    | Erstaufstellung 1979 in Lankow, seit 2014 am jetzigen Standort |
| Tektonische Säule, auch Postsäule genannt                                                                                                 |                                    | Großer Dreesch, Berliner Platz, Tallinner Str. 4                                                     | Betonsäule                                       | August Martin Hoffmann                             | 1985                    | Erstaufstellung 1985 Dreesch, Berliner Platz, seit 2004 am jetzigen Standort |
| Ziege |                                    | Schelfstadt, Ziegenmarkt 53° 37′ 56″ N, 11° 25′ 12″ O                                                | Tierplastik                                      | Stefan Thomas                                      | 1981                    | Ursprünglich in der Frunse-Straße (Gr. Dreesch I) |
| Tänzerische Gymnastik |                                    | Neu Zippendorf, Tallinner Straße 28                                                                  | Bronzefigur                                      | August Martin Hoffmann                             | 1982                    | Die Figur stand seit 2000 vor einer Verkaufseinrichtung am Fernsehturm und wurde 2006 umgesetzt. |
| Keramische Säule |                                    | Altstadt, Ecke Großer Moor/Puschkinstraße                                                            | Betonstele mit 27 keramischen Reliefplatten      | Anni Jung                                          | 2. Juni 1986            | Reliefs enthielten Szenen der Stadtgeschichte, nach Beschädigungen 1993 abgebaut |
| Sternbild Drache (lat.: Draco) |                                    | Altstadt                                                                                             | 13 Boden-Messingplatten                          |                                                    | 1994                    | Für den Kultursommer 1994 konzeptioniert. |
| Die Stehende |                                    | Neumühle, Neumühler Straße 22                                                                        |                                                  | Thomas Jastram                                     | 1995                    | Signatur: "Thomas Jastram 1995" (laut Homepage des Künstlers 1994) |
| Braunschweiger Löwe |                                    | Altstadt, vor dem Schweriner Dom                                                                     | Löwenskulptur auf Sockel, Nachguss               |                                                    | 1995                    | anlässlich der 1000-Jahr-Feier Mecklenburgs errichtet in Anlehnung an Heinrich den Löwen, der den Dom gründete; finanziert von einer privaten Stiftung. |
| Löwendenkmal |                                    | Altstadt, Markt                                                                                      | Stele mit Löwenskulptur                          | Peter Lenk                                         | 1995                    | |
| Konstellation |                                    | Schelfstadt, Schleswig-Holstein-Haus                                                                 |                                                  | Reinhard Buch                                      | 1996                    | |
| Die Gebrochene |                                    | Paulsstadt, Bürgermeister-Bade-Platz                                                                 | stählerne Kugel auf gepflastertem Sockel         | Thomas Lehnigk                                     | 8. Apr. 2009            | aus kleinen Stahlscheiben gefertigt, an einer Seite offen; symbolisiert Erde, mit der schonend umzugehen sei |
| ? |                                    | Gartenstadt, Ecke Ludwigsluster Chausee/B321                                                         |                                                  |                                                    | 2009                    | Signum "VR 09", weitere Details unbekannt |
| Grazien |                                    | Ostorf, Ostorfer Ufer                                                                                | Eiche, Cortenstahl                               | Nando Kallweit                                     | 2018                    | Info-Tafel: "Die drei Skulpturen symbolisieren Stolz, Wehrhaftigkeit und Fruchtbarkeit. Die unverkennbare rote Farbe der Skulpturen nimmt Bezug auf die Begräbnisstätte der Jungsteinzeitsiedlung auf der Toteninsel. Der Blick der drei Damen ist auf diese Insel im Ostorfer See gerichtet." |
| Bella Donna |                                    | Werdervorstadt, Am Werder, Straße Seeblick                                                           | Metall, Glasfieberverstärkter Polyester          | Claire Ochsner                                     | 27. Okt. 2022           | |
| Reigen |                                    | Altstadt, Graf-Schack-Allee                                                                          | Betonplastik                                     | Julia Hansen                                       | 2024                    | "Kunst am Bau - im Auftrag des Landes Mecklenburg-Vorpommern - Staatliches Bau- und Liegenschaftsamt 2024" |
| All-Erd-Zeichen |                                    | Schelfstadt, Ecke Dr.-Hans-Wolf-Straße/Knaudtstraße                                                  |                                                  | Christian Roehl                                    |                         | "V. internationales Bildhauersymposium - Stahl 2002 - Schwerin BUGA 2009 - Kunstachse Schwerin-Wiligrad" |
| Bärenkinder |                                    | Weststadt, Johannes-Brahms-Straße                                                                    | Bronzeplastik                                    | Gerhard Thieme                                     |                         | erhalten |
| Die Sitzende |                                    | Schelfstadt, Schelfkirche 53° 37′ 56″ N, 11° 25′ 3″ O                                                | Bronzefigur                                      | August Martin Hoffmann                             |                         | erhalten |
| Sauengruppe mit Ferkel |                                    | Schelfstadt, Schweinemarkt 53° 38′ 8″ N, 11° 24′ 55″ O                                               | Tierplastik                                      | Hans-Werner Könecke, Bildhauer                     |                         | |
| Sozialistische Jugend |                                    | Lankow, vor der Berufsschule, ehemals vor der Ingenieurschule (Foto)                                 | Aktplastik (Stein)                               | Wieland Schmiedel                                  |                         | |
| Usbekisches Mädchen |                                    | Schlossinsel, Burggarten                                                                             | Plastik (Bronze)                                 | Heinz Beberniß                                     |                         | |
| Vogelzug |                                    | Werdervorstadt, Hafenpromenade am Ziegelsee                                                          | Relief                                           | Jo Jastram, Dirk Wunderlich                        |                         | Infotafel: "Relief von Jo Jastram und Dirk Wunderlich - gestiftet von Martin Henning Bischoff" |
| Wasserträgerin |                                    | Neu Zippendorf, Ecke Wuppertaler Straße / Bosselmannstraße 53° 36′ 2″ N, 11° 27′ 3″ O                | Bronzeplastik                                    | Erika Wolf                                         |                         | errichtet bei der künstlerischen Gestaltung des Berliner Platzes, dort in den letzten Jahren mehrfach beschädigt, Umsetzung an jetzigen Standort Ende 2009 |
| Wasser-Zeichen |                                    | Schelfstadt, Knaudtstraße am Ufer des Ziegel-Innensee                                                |                                                  | Ralf Eck                                           |                         | "II. Bildhauersymposium Metall 1990 Schwerin" |
| Zwischen Boot und Welle |                                    | Schelfstadt, Knaudtstraße am Ufer des Ziegel-Innensee                                                |                                                  | Bolette Holm, Ole Hempel (Dänemark)                |                         | "V. internationales Bildhauersymposium - Stahl 2002 - Schwerin BUGA 2009 - Kunstachse Schwerin-Wiligrad" |
| ? |                                    | Feldstadt, Bleicherufer 3                                                                            |                                                  | Hans-Werner Könecke, Bildhauer                     |                         | vor der ehem. Rinderschlachthalle (später Gaststätte "Alter Schlachthof") |
| ? |                                    | Lewenberg, Klinikum Sachsenberg (Park)                                                               | Holzstelen, Schnitzereien                        |                                                    |                         | |
| ? |                                    | Weststadt, Schillerstraße                                                                            |                                                  |                                                    |                         | erhalten |
| ? |                                    | Großer Dreesch, Hamburger Allee                                                                      | Skulptur                                         |                                                    |                         | erhalten |
| ? |                                    | Großer Dreesch, Max-Reichpietsch-Straße 2                                                            | Skulptur                                         |                                                    |                         | erhalten |

## Brunnen
| Person / Ereignis / Motiv                  | Bild | Standort                                        | Art                                  | Künstler                   | Errichtung / Einweihung | Weitere Informationen |
| ------------------------------------------ | ---- | ----------------------------------------------- | ------------------------------------ | -------------------------- | ----------------------- | --- |
| Schlossbrunnen                             |      | Schloss                                         |                                      | Friedrich Wilhelm Dankberg | 1856                    | 2001 rekonstruiert |
| Rettung aus Seenot (Seenotbrunnen)         |      | Paulsstadt, Grunthalplatz, vor dem Hauptbahnhof | Brunnen                              | Hugo Berwald               | 1911                    | erhalten, Skulptur aus Bronze, Jugendstil, 1927 vom Markt (Altstadt) vor den Bahnhof versetzt                                                 |
| Herrn Pastor sien Kauh                     |      | Altstadt, Schlachtermarkt                       | Brunnen mit bronzener Stier-Skulptur | Stephan Horota             | 7. Okt. 1979            | benannt nach gleichnamigen Volkslied, gemauertes Backsteinbrunnenbecken, gemauerte Säule, umlaufendes Reliefband mit Szenen aus dem Volkslied |
| Wasser, Quell des Lebens                   |      | Neu Zippendorf, Berliner Platz                  | Brunnen                              | Ingeborg Hunzinger         | 1987                    | |
| Pferdebrunnen                              |      |                                                 | Brunnen                              |                            | 2000                    | |
| Brunnen auf dem Gebiet der Flemming-Klinik |      | seeseitig des Hauptgebäudes der Flemming-Klinik | Brunnen                              |                            |                         | |